# Protestantische Kirche (Weisenheim am Berg)
Die Protestantische Kirche ist das älteste Gebäude des pfälzischen Dorfes Weisenheim am Berg im Landkreis Bad Dürkheim.

## Geschichte
Das Dorf wird erstmals 771 im Lorscher Codex urkundlich erwähnt. Das Kirchenschiff dürfte gegen Ende des 12. Jahrhunderts erbaut worden sein. Die erste urkundliche Nennung der Kirche erfolgte 1283, als Ritter Konrad von Reichenbach das  Patronatsrecht, welches ursprünglich der Abtei Ellwangen zustand, an das Wormser Domkapitel verkaufte. Das Gotteshaus war den im Römischen Messkanon erwähnten Märtyrern Johannes und Paulus geweiht; es gehörte zur Diözese Worms und ist im Wormser Synodale von 1496 aufgeführt. Im Jahre 1571 erhielt die in der Grafschaft  Leiningen-Hardenburg, die 1566 die Reformation einführte, gelegene Kirche erstmals einen lutherischen Pfarrer. Seit der lutherisch-reformierten Union von 1818 ist Weisenheim eine Pfarrei der Evangelischen Landeskirche der Pfalz.

## Baubestand

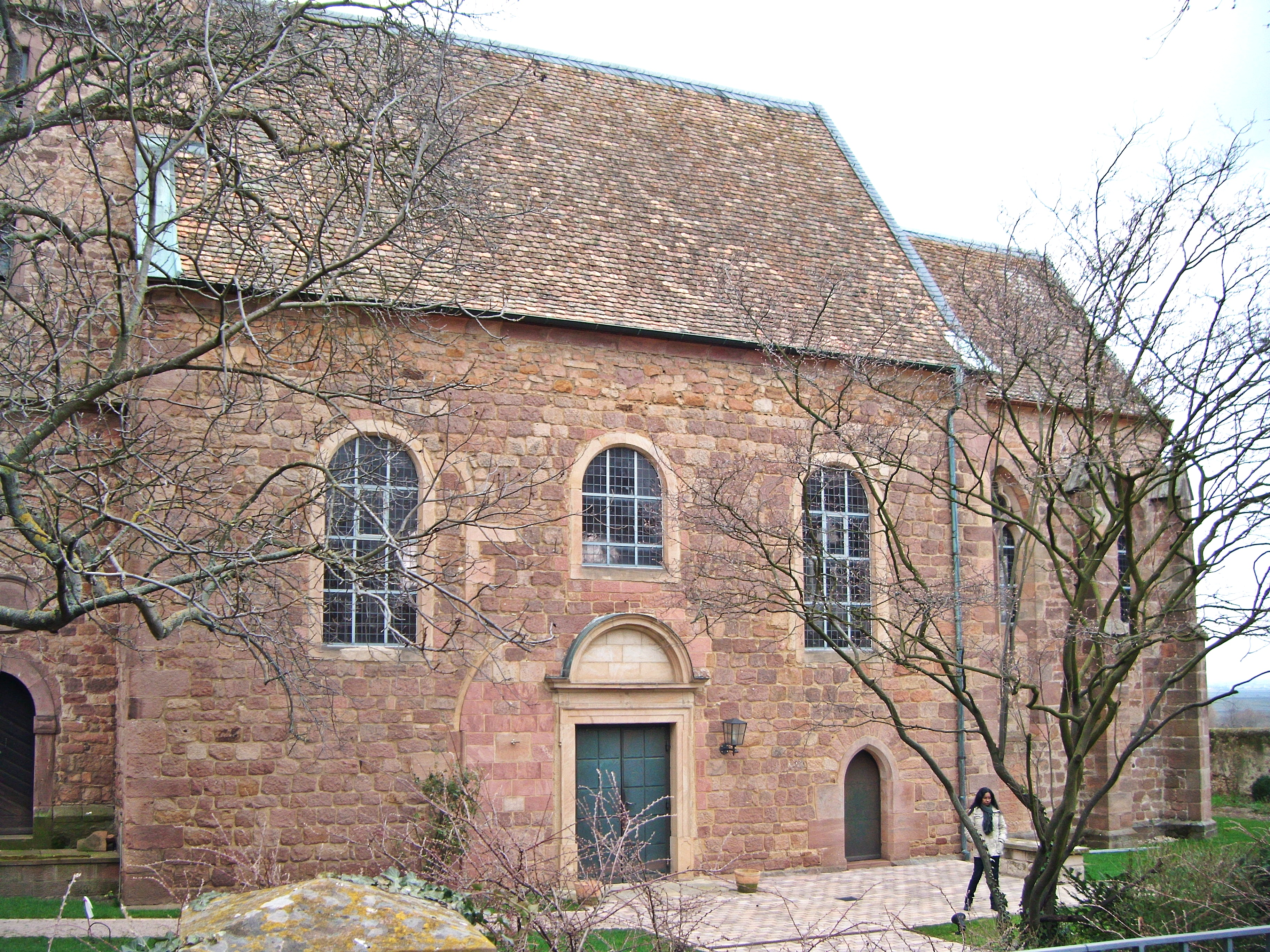
Kirchenschiff und Chor von Süden

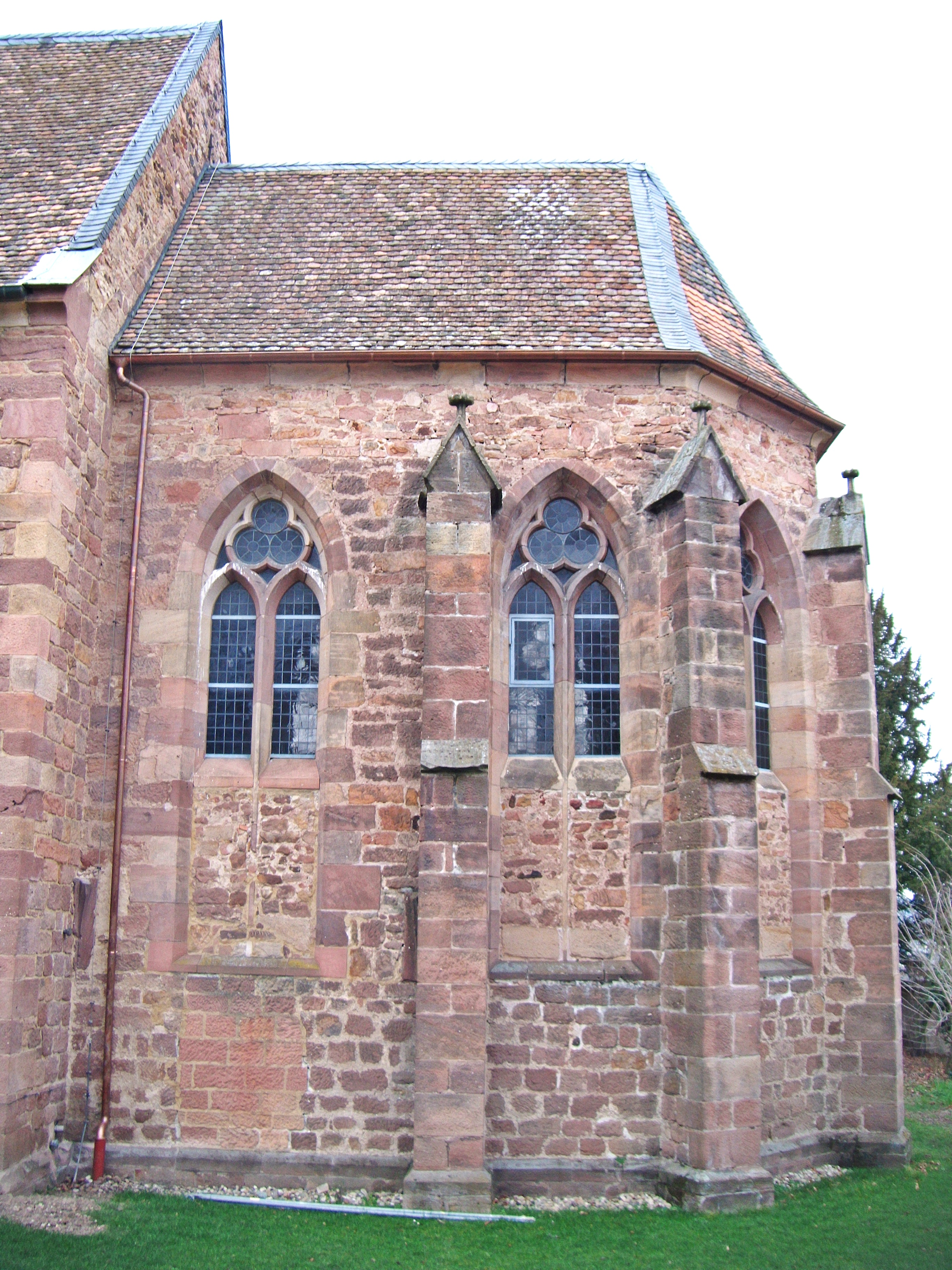
Chor der Kirche von Süden

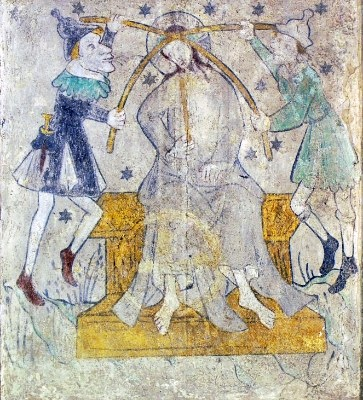
Dornenkrönung, Malerei im Chor, um 1420

Die Kirche ist geostet und ein im Kern romanisches Bauwerk, mit gotischen sowie barocken Veränderungen. Sie liegt am nordöstlichen Ortsrand, ist seit einer Renovierung 1965/68 unverputzt und besteht hauptsächlich aus rotem Pfälzer Sandstein.
Das rechteckige Langhaus weist drei Fensterachsen mit großen barocken Rundbogenfenstern auf. An der Südseite haben sich Reste von vermauerten romanischen Fenstern erhalten, die in zeittypischer Form eines Obergadens angelegt waren. Ebenfalls auf der Südseite des Schiffes befindet sich der barocke Haupteingang, rechts von ihm eine kleinere gotische Tür mit Spitzbogen und links davon ein größerer gotischer Spitzbogentürrahmen. Letzterer ist vermauert und dürfte vor dem Barockportal der Haupteingang der Kirche gewesen sein. Eine ehemalige Sakristei an der Chor-Südseite (um 1500), deren vermauerter Eingang noch erkennbar ist, ist nicht erhalten.
Westlich an das Schiff schließt sich der dreigeschossige Turm von 1726 an, der durch zwei Gesimse gegliedert wird. Er trägt einen gotischen Spitzhelm und hat im obersten Geschoss vier rundbogige Schallöffnungen nach allen Himmelsrichtungen.
Der gotische Chor stammt aus der Zeit um 1300 und ist, eingezogen, östlich an das Kirchenschiff angebaut. Er besitzt zum Langhaus hin einen spitz zulaufenden Chorbogen. Es handelt sich um einen einheitlich gotischen Bau aus einem Joch mit Fünfachtelschluss. Außen weist er abgesetzte Strebepfeiler mit Stirngiebeln und einfachen Kreuzblumen auf. Er besitzt sechs spitzbogige Fenster mit Maßwerk, die jedoch allesamt im untersten Drittel vermauert sind. Diese Vermauerungen erfolgten um 1420 nachträglich, um im Chorinneren Wandflächen für Bilder zu schaffen. Die Weisenheimer Kirche ist bekannt für ihre mittelalterlichen Malereien, die seit der Reformation übertüncht waren und erst 1928 wieder freigelegt wurden. Sie befinden sich weitgehend in einem guten Zustand. Die inneren Chorwände sind bis zum Beginn der Fenster vollständig ausgemalt einschließlich der zugesetzten unteren Fensterflächen. Es handelt sich um einen Passionszyklus von ursprünglich acht Großbildern, eingebettet in Zierrahmen und untersetzt mit einer aufgemalten Vorhangdraperie. An der Stirnwand des Kirchenschiffes zum Chor hin befindet sich nördlich ein einzelnes spitzbogiges Wandbild der Geburt Christi. Es ist das um etwa 100 Jahre ältere Altarbild des (nicht mehr vorhandenen) nördlichen Seitenaltares. Im Schiff sind noch weitere Reste älterer Ausmalungen vorhanden. Die Decke ist barock stuckiert und gekehlt. Für das Spiegelgewölbe mussten die Kirchenmauern erhöht werden. Das ist am Mauerwerk sichtbar. Ein Visitationsbericht von 1609 belegt neben den Seitenaltären einen Hauptaltar, „mit vielen Bildern bestellt“.
Um die Kirche liegt der alte Friedhof mit einigen barocken und klassizistischen Grabsteinen. Er ist umfriedet mit einer mittelalterlichen Mauer.

## Ausstattung
Die heutigen Einrichtungen der Kirche sind neuzeitlich.

### Orgel
Die 1992 neu angeschaffte Orgel mit je neun Registern im Hauptwerk und Rückpositiv auf zwei Manualen und drei Registern im Pedal stammt aus der Werkstatt von Rémy Mahler aus Pfaffenhoffen im Elsass, der Heimatstadt von Albert Schweitzers Großvater.

### Glocken
Die in den Weltkriegen abgelieferten Glocken konnten erst 1951 durch vier Stahlglocken des Bochumer Vereins ersetzt werden.

## Weblinks

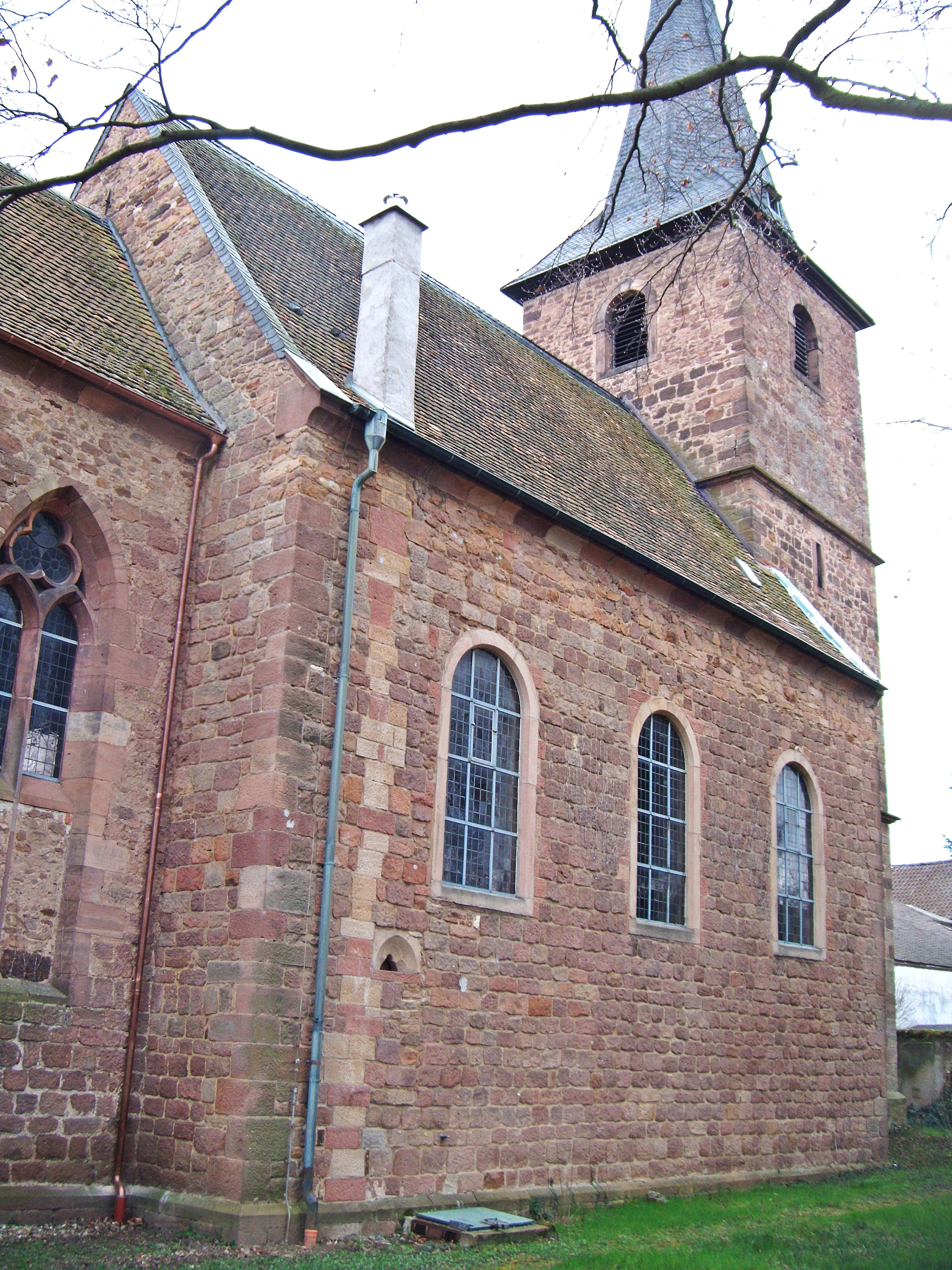
Die Kirche von Norden
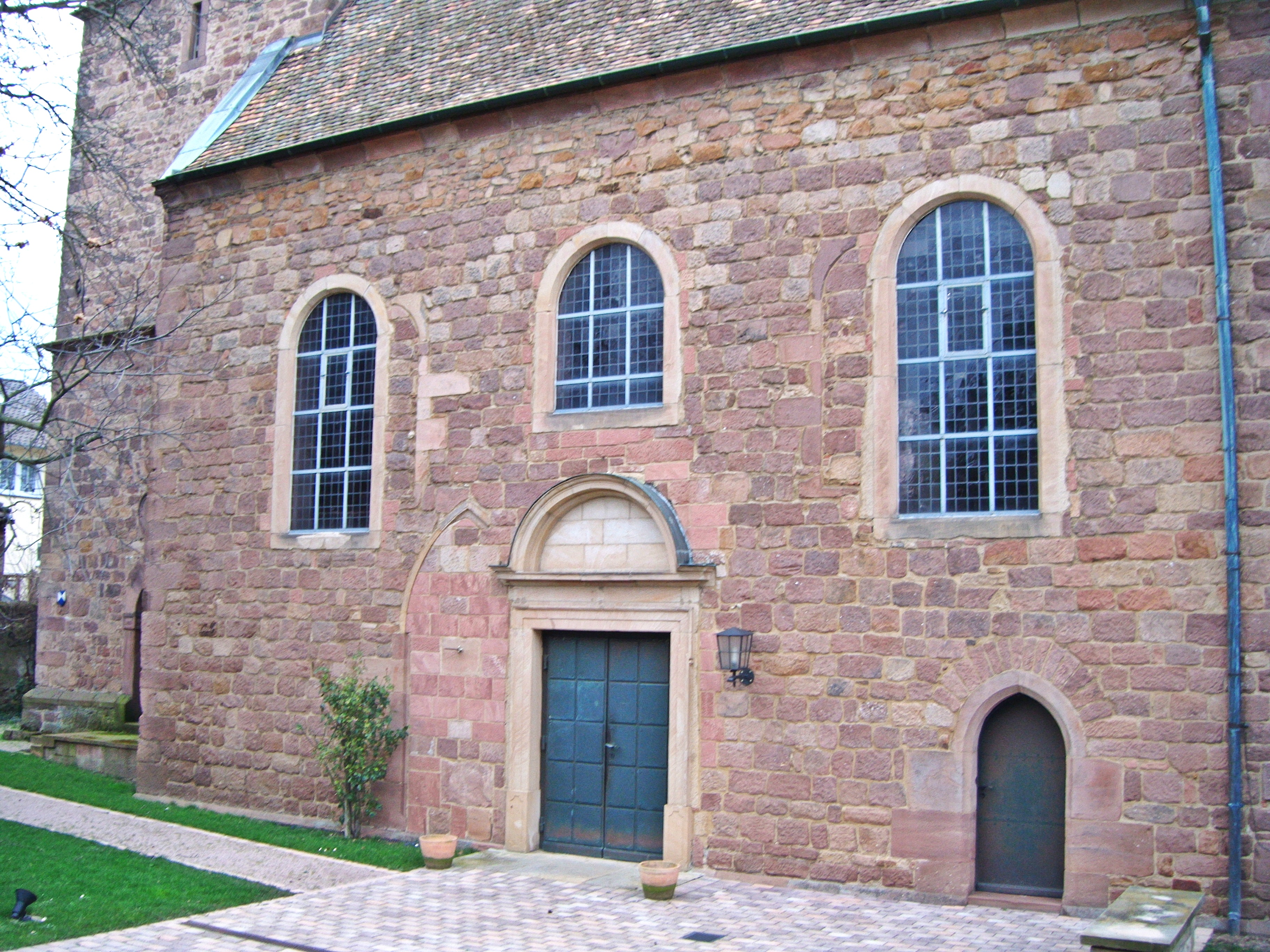
Kirchenschiff von Süden
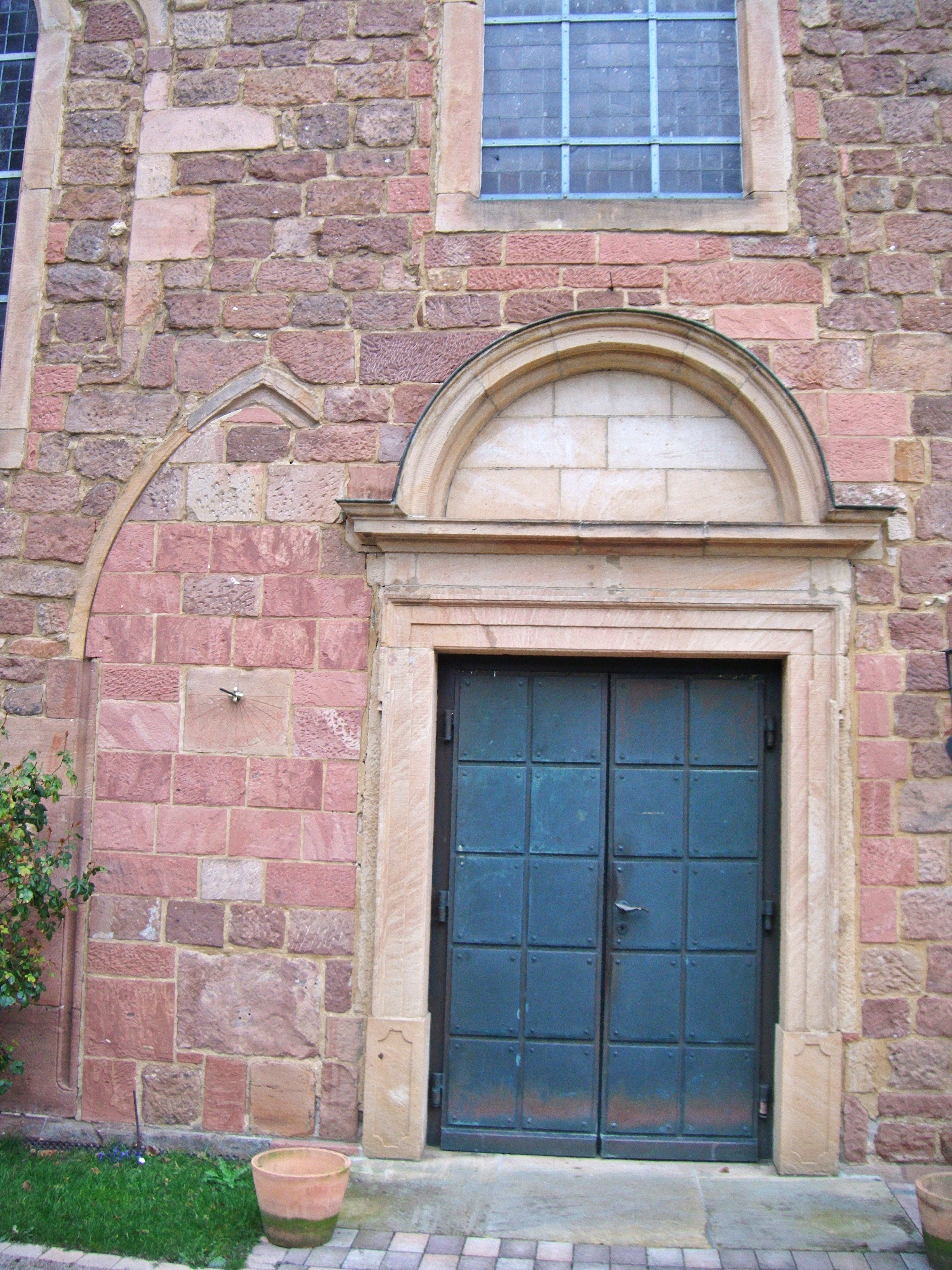
Hauptportal, daneben gotisches Vorgängerportal
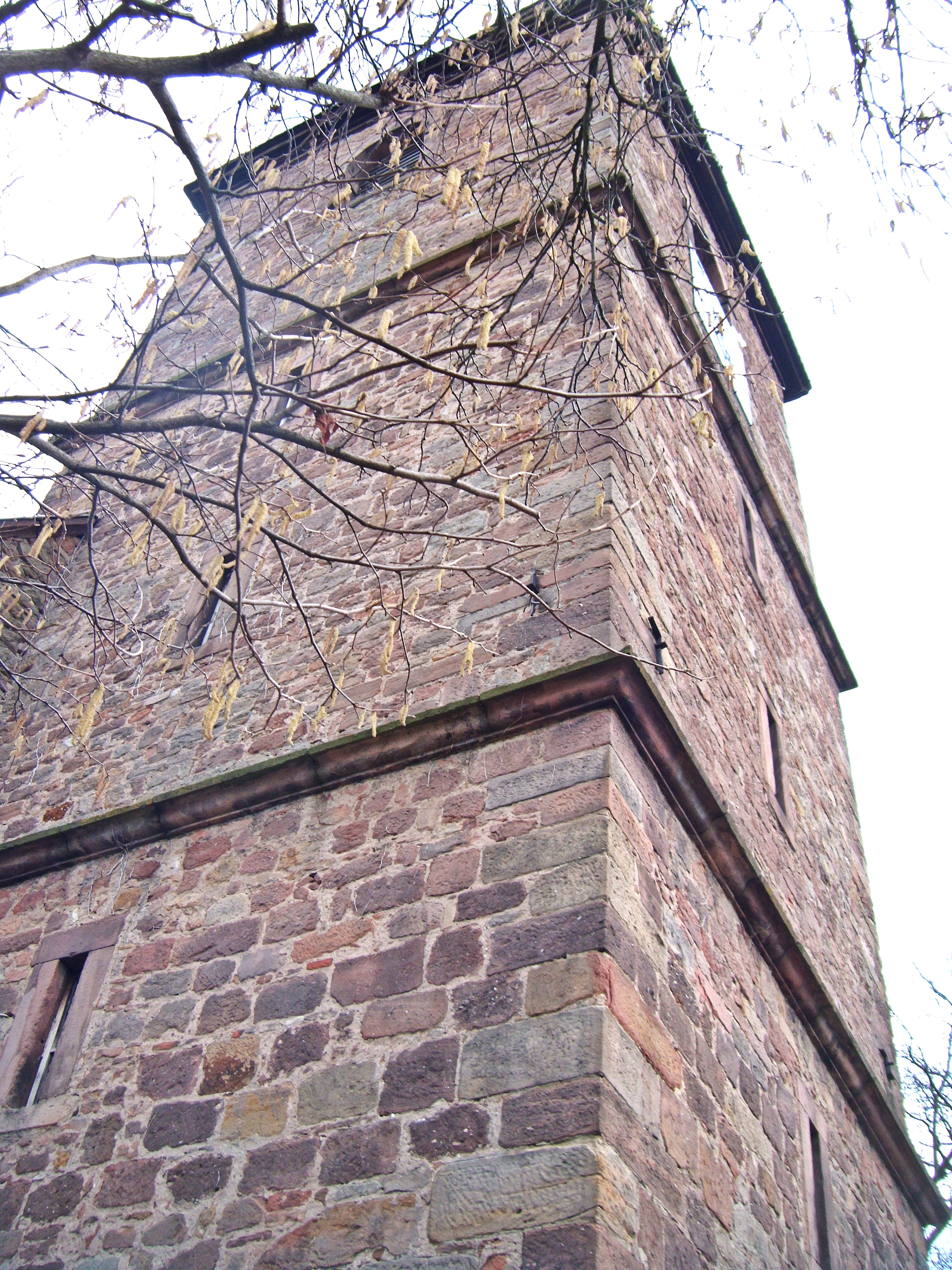
Turm der Kirche
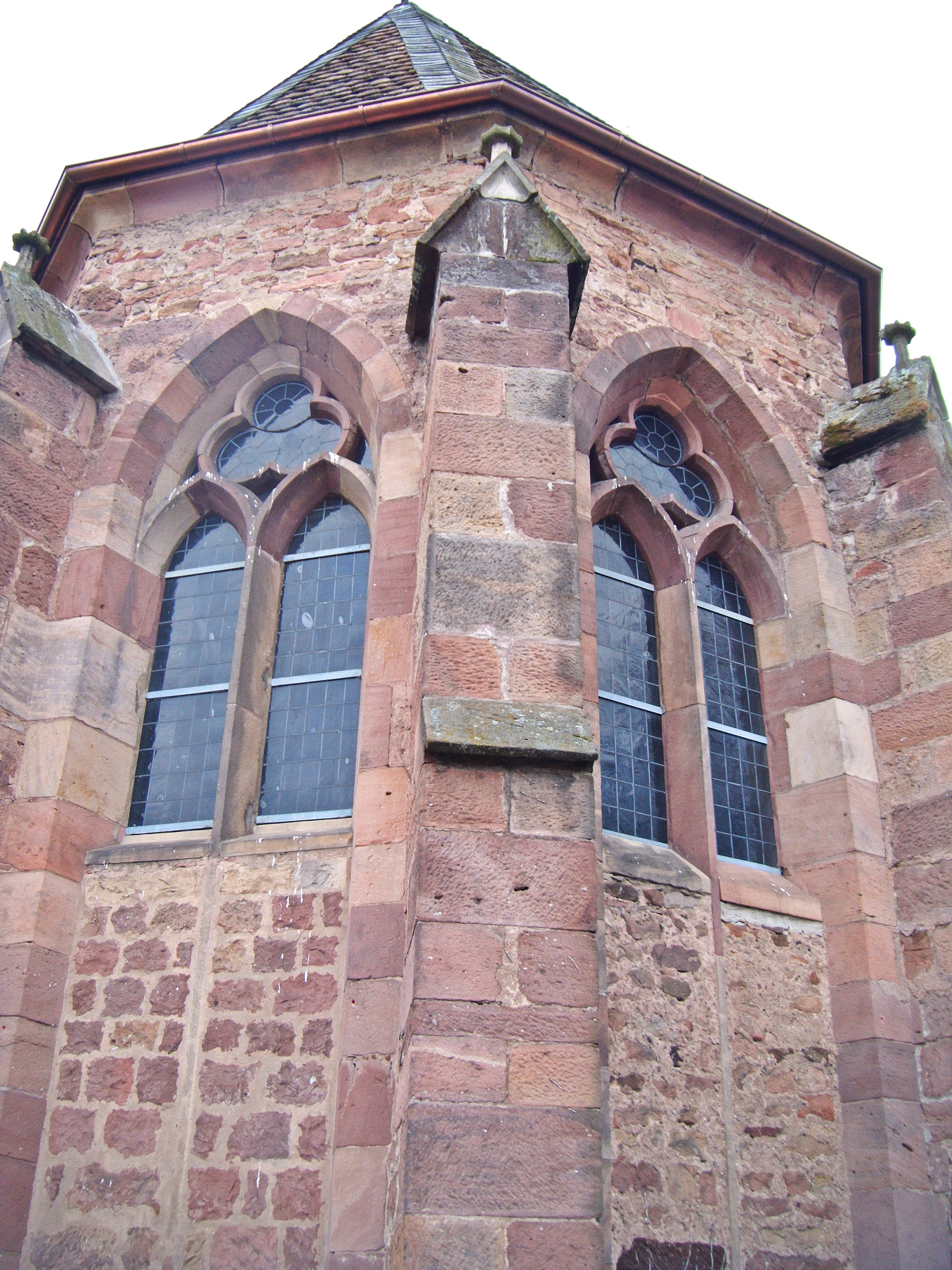
Detail vom Chor
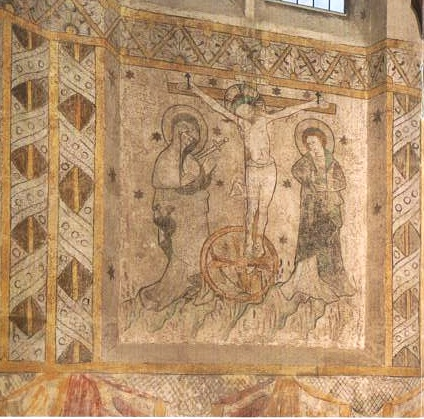
Chorgemälde, Kreuzigung und Dekorationen